# Jean Metzinger
Jean Metzinger (Nantes, 1883. június 24. – Párizs, 1956. november 3.) francia festőművész. Pályája az impresszionizmustól a kubizmus műveléséig ívelt.

## Élete
Gyermekkorát Nantes-ban töltötte. Tizenkét éves korában Párizsba ment, orvosnak készült. Terve azonban hamarosan megváltozott, a festészet iránt kezdett érdeklődni. Megismerkedett a festő Delaunay-val, a költő Max Jakobbal és Guillaume Apollinaire-rel is. Georges Braque, Pablo Picasso és Juan Gris, majd 1912-ben Fernand Léger is a barátja lett.

## Érdekességek Metzingerről
- A kubizmus megszületését Jean Metzinger és Albert Gleizes 1912-ben megjelent, A kubizmusról című tanulmányához köti a művészettörténet.
- Jean Metzinger Csónakban (1913) című, Prágában kiállított képét 1936-ban a nácik elkobozták, és ma már senki nem tudja, hogy létezik-e még.

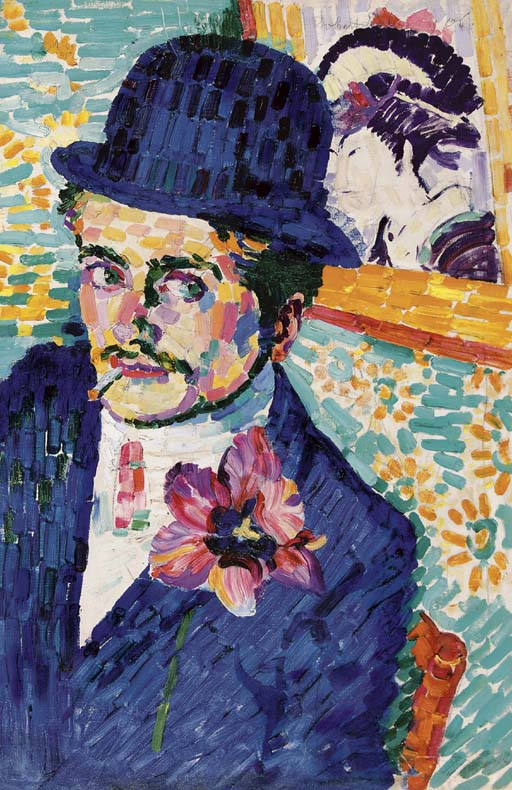
Robert Delaunay: Metzinger arcképe (1906)